# الرانس
الرانس (به فرانسوی: Alrance) یک کمون در فرانسه است که در Canton of Salles-Curan واقع شده‌است.

## خصوصیات
الرانس ۳۵٫۴۳ کیلومترمربع مساحت و ۴۰۴ نفر جمعیت دارد و ۷۳۵ متر بالاتر از سطح دریا واقع شده‌است.